# Veronica raoulii
Veronica raoulii är en grobladsväxtart som beskrevs av Joseph Dalton Hooker. Veronica raoulii ingår i släktet veronikor, och familjen grobladsväxter. Inga underarter finns listade i Catalogue of Life.